# Евсеевский (Ростовская область)
Евсе́евский — хутор в Усть-Донецком районе Ростовской области.
Входит в состав Верхнекундрюченского сельского поселения.

## История
В составе Области Войска Донского хутор входил в юрт станицы Верхне-Кундрюченская. На нём существовала Рождество-Богородицкая церковь, построенная в 1910 году, которая не сохранилась.

## Население
| 2010 |
| ---- |
| 597  |

## Улицы
| - ул. Ворошилова, - ул. Заводская, - ул. Молодёжная, | - ул. Разина, - ул. Степная, - ул. Шевченко, | - ул. Школьная, - ул. Шолохова, - ул. Энергетическая. |

## Достопримечательности
В центре хутора, внутри церковной ограды разрушенного храма Рождества Пресвятой Богородицы, в 1965 году перезахоронили останки бойцов РККА, погибших при освобождении хутора от немецко-фашистских войск в феврале 1943 года. Был установлен памятник «Скорбящий воин».